# جورج فورنير (عالم فلك)
جورج فورنير (بالفرنسية: Georges Fournier)‏ هو عالم فلك فرنسي، ولد في 21 نوفمبر 1881 في Rouvray, Côte-d'Or ‏ في فرنسا، وتوفي في 1 ديسمبر 1954.